# مقاطعة بريموريه-غورسكي كوتار

موقع المقاطعة بالنسبة لكرواتيا.

مقاطعة بريموريه-غورسكي كوتار Primorsko-goranska županija هي إحدى مقاطعات كرواتيا ومركزها مدينة رييكا.